# 環境デザイン学
環境デザイン学（かんきょうデザインがく）とは、学問名の1つ。通常は建築学系専攻とそのほか緑地学・ランドスケープデザイン・造園学系専攻との合同あるいは融合学科である環境デザイン学科で学ぶことが多い。環境デザイン学科の名称は家政学住居学科等や土木工学科の学科名変更名称などに使用されるが、学科名は他名称で、環境デザインコース・専攻にしている場合もある。

## 環境デザイン学部を持つ日本の大学・短大
- 昭和女子大学環境デザイン学部

## 環境デザイン学科・コース・専攻を持つ日本の大学・短大
環境デザイン工学科は、デザイン工学科を参照。
建築環境系
- 九州大学 芸術工学部 環境設計学科
- 東海大学 芸術工学部 建築・環境デザイン学科 建築コース まちづくりコース
- 筑波大学 芸術学群 デザイン主専攻 環境デザイン領域
- 東北芸術工科大学 デザイン工学部 環境デザイン学科
- 慶應義塾大学 環境情報学部 環境情報学科 環境デザイン分野
- 関東学院大学 人間環境学部 人間環境デザイン学科
- 関東学院大学 工学部 建築学科 環境デザインクラス
- 京都府立大学 生命環境学部 環境デザイン学科
- 大阪大学大学院工学研究科 環境工学専攻都市環境デザイン学領域（鳴海研究室）
- 東洋大学 ライフデザイン学部 人間環境デザイン学科
- 明海大学 不動産学部 不動産学科 環境デザイン専攻
- 金沢美術工芸大学 美術工芸学部 デザイン学科 環境デザインコース
- 武蔵野大学 環境学部 環境学科住環境学専攻
- 多摩美術大学美術学部 環境デザイン学科
- 長岡造形大学造形学部 建築・環境デザイン学科
- 名古屋市立大学 芸術工学部 生活環境デザイン学科
- 滋賀県立大学 環境科学部 環境・建築デザイン学科
- 神戸芸術工科大学 デザイン学部 環境・建築デザイン学科
- 大阪人間科学大学 人間科学部 環境建築デザイン学科
- 大阪芸術大学 芸術学部 環境デザイン学科
- 大阪産業大学 工学部 建築・環境デザイン学科
- 和歌山大学 システム工学部 システム工学科・環境デザインメジャー
- 公立鳥取環境大学 環境学部 環境学科
- 広島工業大学 環境学部 環境デザイン学科
- 福井工業大学 工学部 住環境デザイン学科
- 日本工業大学 工学部 生活環境デザイン学科
- 京都橘大学 現代ビジネス学部 都市環境デザイン学科

住居学系
- 日本女子大学 家政学部住居学科建築環境デザイン専攻
- 愛知淑徳大学 現代社会学部現代社会学科都市環境デザイン学専攻
- 椙山女学園大学 生活科学部生活環境デザイン学科
- 畿央大学 健康科学部 健康生活学科人間環境デザイン学専攻
- 山口県立大学 生活科学部 環境デザイン学科
- 金城学院大学 生活環境学部 環境デザイン学科
- 美作大学 生活科学部 福祉環境デザイン学科
- 広島国際大学 工学部 住居環境デザイン学科

土木系
- 愛媛大学社会共創学部 環境デザイン学科
- 北海道科学大学 工学部 都市環境学科 環境デザインコース
- 大同大学 工学部 都市環境デザイン学科
- 群馬大学 工学部 社会環境デザイン学科
- 金沢大学 理工学域 環境デザイン学類
- 大阪工業大学 工学部 都市デザイン工学科 環境デザイン
- 類似の学科に崇城大学 工学部 エコデザイン学科がある。

美術系 
- 女子美術大学 美術学部 デザイン学科 環境デザインコース
- 京都市立芸術大学 美術学部 デザイン学科 環境デザイン専攻
- 江戸川大学 社会学部 環境デザイン学科
- 京都嵯峨芸術大学 芸術学部 観光デザイン学科 （環境デザイン専攻ほか）
- 立命館大学 文理統合インスティチュート 環境デザインインスティチュート
- 大阪成蹊大学 芸術学部 環境デザイン学科
- 大手前大学 社会文化学部 人間環境学科 環境デザインコース
- 成安造形大学 デザイン科 住環境デザイン群 住環境デザインクラス

その他環境系
- 京都学園大学 バイオ環境学部 バイオ環境デザイン学科
- 人間環境大学 人間環境学部 人間環境学科 環境コース

造園学系・ランドスケープデザイン系 
- 千葉大学園芸学部 緑地環境学科
- 信州大学農学部 森林科学科 田園環境工学コース
- 大阪公立大学農学部 緑地環境科学科
- 九州大学 芸術工学部 環境設計学科
- 南九州大学環境園芸学部 環境園芸学科
- 東京農業大学地域環境科学部 造園科学科
- 筑波大学 芸術専門学群 デザイン主専攻 環境デザインコース
- 神戸芸術工科大学 芸術工学部 環境デザイン学科 ランドスケープデザインコース
- 東海大学 芸術工学部 建築・環境デザイン学科 建築コース まちづくりコース
- 東北芸術工科大学 デザイン学部 建築・環境デザイン学科
- 多摩美術大学 美術学部 環境デザイン学科 ランドスケープデザインコース
- 長岡造形大学 造形学部 建築・環境デザイン学科 ランドスケープデザインコース
- 愛知産業大学 造形学部 建築学科 都市設計コース・環境計画学系
- 大阪芸術大学 芸術学部 環境デザイン学科 ランドスケープデザインほか
- 大阪芸術大学 通信教育部 芸術学部 環境デザイン学科 ランドスケープデザインほか
- 京都造形芸術大学 芸術学部 環境デザイン学科 ランドスケープデザインコース
- 京都造形芸術大学 通信教育部 デザイン科 ランドスケープデザインコース
- 京都府立大学 生命環境学部 環境デザイン学科
- 専修大学北海道短期大学 みどりの総合科学科
- 拓殖大学北海道短期大学 環境農学科環境農学コース
- 東京農業大学短期大学部 環境緑地学科
- 日本大学短期大学部 生活環境学科 ランドスケープ学研究室
- 西日本短期大学 緑地環境学科

京都造形芸術大学通信教育部・芸術学部のデザイン科ランドスケープデザインコース(旧デザイン科環境デザイン(ランドスケープデザイン)コース、大阪芸術大学通信教育部芸術学部の環境デザイン学科(旧芸術学部環境計画学科)は、所定の実務年数を経て造園施工管理技士の受験資格を得ることができる（番号は9）。

## 環境デザイン学科・コース・専攻を持つ日本の専修学校
造園学系・ランドスケープデザイン系 
- 北海道芸術デザイン専門学校 国際環境デザイン学科/環境デザイン学科
- 京都国際建築技術専門学校 デザイン科 住環境景観デザインコース

## 環境デザイン学科・コース・専攻を持つ日本の大学院（接続学部なし）
造園学系・ランドスケープデザイン系 
- 兵庫県立大学大学院環境景観マネジメント研究科

兵庫県立淡路景観園芸学校景観園芸専門課程の発展型の専門職学位課程で、接続する学部を持たない修士課程のみの大学院研究科として2009年4月に設置された。授与される学位は緑環境景観マネジメント修士（専門職）。